# Angga Febryanto Putra
Angga Febryanto Putra (sinh ngày 4 tháng 2 năm 1995) là một cầu thủ bóng đá người Indonesia hiện tại thi đấu ở vị trí Tiền đạo cho PS TIRA ở Liga 1.

## Sự nghiệp
Anh có màn ra mắt ở Liga 1 ngày 22 tháng 4 năm 2017 trước PS TNI.